# 文曲駅
文曲駅（ムンゴクえき）は、大韓民国江原特別自治道太白市にある韓国鉄道公社（KORAIL）太白線の駅である。

## 歴史
- 1962年12月20日：開業。
- 1975年2月1日：嶺東線および太白線を結ぶ太白三角線が完成。
- 1994年12月1日：貨物取扱停止。
- 2009年7月1日：旅客取扱停止。